# إرفين رومل
يوهانس إرفين يوجين روميل (بالألمانية: Johannes Erwin Eugen Rommel) كان مشيرًا ميدانيًا ألمانيًا خلال الحرب العالمية الثانية. عرف شعبيًا باسم «ثعلب الصحراء»، وخدم في قوات الفيرماخت (القوات المسلحة) لألمانيا النازية، وكذلك في الرايخسفير في جمهورية فايمار، وجيش الإمبراطورية الألمانية. تعرض روميل لإصابات متعددة في كلتا الحربين العالميتين. كان روميل ضابطًا ذا أوسمة رفيعة في الحرب العالمية الأولى، وحصل على وسام «بور لو مريت» تقديرًا لأفعاله في الجبهة الإيطالية. في عام 1937، نشر كتابه الكلاسيكي حول التكتيكات العسكرية، «هجمات المشاة»، مستندًا إلى تجاربه في الحرب.
في الحرب العالمية الثانية، قاد روميل الفرقة السابعة المدرعة خلال غزو فرنسا عام 1940. في قيادته للقوات الألمانية والإيطالية في حملة شمال إفريقيا، ذاع صيته كواحد من أمهر قادة الدبابات في الحرب، مما أكسبه لقب «ثعلب الصحراء». عرف بين خصومه البريطانيين بالنبل، واستخدمت جملته «حرب بلا كراهية» لوصف حملة شمال أفريقيا. مع ذلك، رفض عدد من المؤرخين هذا التعبير واعتبروه أسطورة، وكشفوا عن العديد من الأمثلة على جرائم الحرب والانتهاكات التي ارتكبتها القوات الألمانية ضد الجنود الأعداء والسكان المحليين في إفريقيا خلال النزاع. يشير بعض المؤرخين الآخرين إلى عدم وجود أدلة واضحة على تورط روميل في هذه الجرائم أو علمه بها، بينما يشير البعض الآخر إلى أن الحرب في الصحراء، كما خاضها روميل وخصومه، كانت أقرب إلى كونها معركة نظيفة بالنسبة للحرب العالمية الثانية. لاحقًا، قاد روميل القوات الألمانية التي قاومت غزو النورماندي في يونيو 1944.
بعد وصول النازيين إلى السلطة في ألمانيا، قَبِل روميل تدريجيًا النظام الجديد. قدم المؤرخون تفسيرات مختلفة للفترة المحددة ودوافعه. أيد روميل أدولف هتلر، على الأقل حتى قرب نهاية الحرب، وإن لم يكن بالضرورة متعاطفًا مع الحزب والقوات شبه العسكرية المرتبطة به. في عام 1944، اتهم روميل بالتورط في مؤامرة 20 يوليو لاغتيال هتلر. نظرًا لمكانة روميل كأحد الأبطال الوطنيين، أراد هتلر التخلص منه بهدوء بدلًا من إعدامه فورًا كما حدث مع العديد من المتآمرين الآخرين. قُدم لروميل خيار بين الانتحار، مقابل ضمانات بأن سمعته ستظل سليمة وأن عائلته لن تتعرض للاضطهاد بعد وفاته، أو مواجهة محاكمة ستؤدي إلى إذلاله وإعدامه؛ فاختار الخيار الأول وتناول حبة سيانيد. أقيمت لروميل جنازة رسمية، وأُعلنت وفاته متأثرًا بجروحه الناتجة عن قصف سيارته في نورماندي.
أصبح روميل شخصية بارزة في كل من الدعاية الحربية للحلفاء والنازيين، وكذلك في الثقافة الشعبية بعد الحرب. يصوره العديد من المؤلفين كقائد عبقري غير سياسي وضحية لألمانيا النازية، رغم أن آخرين عارضوا هذه الصورة، واصفينها «بأسطورة روميل». استخدمت سمعة روميل في خوضه حربًا نظيفة لصالح إعادة تسليح ألمانيا الغربية وتحقيق المصالحة بين الأعداء السابقين، المملكة المتحدة والولايات المتحدة من جهة، والجمهورية الاتحادية الألمانية الجديدة من جهة أخرى. لعب العديد من مرؤوسي روميل السابقين، ولا سيما رئيس أركانه هانز شبايدل، أدوارًا رئيسية في إعادة تسليح ألمانيا واندماجها في حلف الناتو في حقبة ما بعد الحرب. حملت أكبر قاعدة عسكرية للجيش الألماني، ثكنات المارشال روميل في أوغستدورف، والسفينة الثالثة من فئة لوتينس للمدمرات التابعة للبحرية الألمانية اسمه تكريمًا له. كان ابنه مانفريد روميل عمدة شتوتغارت لفترة طويلة، والذي يحمل مطار شتوتغارت اسمه أيضًا.

## نشأته ومسيرته
وُلد روميل في 15 نوفمبر 1891 في هايدنهايم، على بُعد 45 كيلومترًا من أولم، في مملكة فورتمبيرغ بجنوب ألمانيا، التي كانت آنذاك جزءًا من الإمبراطورية الألمانية. كان الثالث من بين خمسة أطفال لإروين روميل الأب (1860-1913) وزوجته هيلين فون لوز. ترأس والدها، كارل فون لوز، مجلس الحكومة المحلي. عندما كان شابًا، كان والده ملازمًا في سلاح المدفعية. كان لروميل أخت كبرى عملت معلمة فنون وكانت المفضلة لديه من بين أشقائه، وأخ أكبر يُدعى مانفريد توفي في الطفولة، وأخوان أصغران، أحدهما أصبح طبيب أسنان ناجحًا والآخر مغني أوبرا.
في سن الثامنة عشرة، انضم روميل إلى فوج المشاة رقم 124 في فورتمبيرغ في فاينغارتن كضابط مرشح (أو ملازم) في عام 1910، ودرس في مدرسة المرشحين الضباط في دانتزيغ. تخرج في نوفمبر 1911 وحصل على رتبة ملازم في يناير 1912 وعين في فوج المشاة رقم 124 في فاينغارتن. نُقل إلى أولم في مارس 1914 إلى فوج المدفعية الميداني 49، الفيلق الثالث عشر (الملكي فورتمبيرغ) كقائد مدفعية. عاد إلى الفوج رقم 124 عند إعلان الحرب. أثناء وجوده في مدرسة المرشحين الضباط، التقى روميل بزوجته المستقبلية، لوسيا (لوسي) ماريا مولين (1894-1971)، التي كانت تبلغ من العمر 17 عامًا وتنحدر من أصل إيطالي وبولندي.

## الحرب العالمية الأولى
خلال الحرب العالمية الأولى، قاتل روميل في فرنسا وكذلك في الحملات الرومانية (لا سيما في معركة وادي جيو الثانية) والإيطالية. نجح في استخدام تكتيكات اختراق خطوط العدو بتغطية نارية كثيفة تلاها تقدم سريع، بالإضافة إلى التحرك السريع للوصول إلى موقع على الجناح لتحقيق مفاجأة تكتيكية والوصول إلى مؤخرة مواقع العدو. كانت أول تجربة قتالية له في 22 أغسطس 1914 قائد فصيل بالقرب من فردان، عندما باغت حامية فرنسية غير مستعدة، فأطلق روميل وثلاثة رجال النار عليهم دون أن يأمر بقية فصيلته بالتقدم. واصلت الجيوش الاشتباك في معارك مفتوحة طوال سبتمبر، إذ لم تكن حرب الخنادق التي اشتهرت بها الحرب العالمية الأولى موجودة حينها. لأفعاله في سبتمبر 1914 ويناير 1915، حصل روميل على وسام الصليب الحديدي من الدرجة الثانية. ترقى إلى رتبة ملازم أول، ونُقل إلى الكتيبة الجبلية الملكية فورتمبيرغ التابعة لفيلق جبال الألب في سبتمبر 1915 كقائد سرية. في نوفمبر 1916 في دانتزيغ، تزوج روميل ولوسيا.
في أغسطس 1917، شاركت وحدته في المعركة من أجل جبل كوسنا، وهو هدف محصن بشدة على الحدود بين المجر ورومانيا، والذي استولوا عليه بعد أسبوعين من القتال الشاق على المرتفعات. كُلّفت الكتيبة الجبلية بعد ذلك بالجبهة على نهر إيسونزو، في منطقة جبلية بإيطاليا. بدأت الهجوم، المعروف باسم معركة كابوريتو، في 24 أكتوبر 1917. كانت كتيبة روميل، المكونة من ثلاث سرايا بنادق ووحدة رشاشات، جزءًا من محاولة للسيطرة على مواقع العدو على ثلاثة جبال: كولوفرات، ماتاجور، وستول. خلال يومين ونصف، من 25 إلى 27 أكتوبر، استولى روميل ورجاله الـ150 على 81 مدفعًا وأسروا 9000 رجل (من بينهم 150 ضابطًا)، مقابل خسارة ستة قتلى و30 جريحًا. حقق روميل هذا النجاح الملحوظ من خلال استغلال التضاريس لتطويق القوات الإيطالية، ومهاجمتها من اتجاهات غير متوقعة أو من خلف خطوط العدو، وأخذ المبادرة للهجوم عندما كانت لديه أوامر بعكس ذلك. في إحدى الحالات، استسلمت القوات الإيطالية، التي فوجئت واعتقدت أن خطوطها قد انهارت، بعد اشتباك قصير. في هذه المعركة، ساعد روميل في ريادة تكتيكات التسلل، وهي شكل جديد من حرب المناورات بدأت الجيوش الألمانية باعتمادها، ولاحقًا جيوش أجنبية، والتي وصفها البعض لاحقًا بأنها «حرب خاطفة بدون دبابات». لم يكن لروميل دور في اعتماد الحرب الخاطفة في وقت مبكر خلال الحرب العالمية الثانية.
خلال دوره في حرس المقدمة للاستيلاء على لونجارون في 9 نوفمبر، قرر روميل مرة أخرى الهجوم بقوة أصغر بكثير. مقتنعًا بأنهم محاصرون من قبل فرقة ألمانية كاملة، استسلمت فرقة المشاة الإيطالية الأولى - 10,000 رجل - لروميل. بسبب هذا العمل وأفعاله في ماتاجور، حصل على «وسام الاستحقاق».
في يناير 1918، ترقى إلى رتبة نقيب، وعين في منصب في هيئة الأركان في الفيلق الرابع والستين، حيث خدم لبقية فترة الحرب.

### بولندا 1939
مع بداية الحرب العالمية الثانية رقّي روميل إلى قائد قوة حراسة هتلر الشخصية. شارك في عام 1939 في الغزو النازي لبولندا. وفي عام 1940 تولى روميل منصب قائد التشكيل السابع لقوات البانزر، وشارك في غزو فرنسا وبلجيكا.

### فرنسا 1940
أوكل هتلر روميل لقيادة الفرقة السابعة بانزر. في 6 شباط 1940، قبل ثلاثة أشهر من غزو فرنسا وهولندا. أثار هذا العرض استياء بعض زملائه الضباط. وقد رفض طلب روميل في بادئ الأمر من قبل رئيس شؤون الموظفين في الجيش، الذي استشهد افتقاره إلى الخبرة مع وحدات مدرعة وخبرته السابقة الواسعة في وحدة جبال الألب جعله المرشح الأنسب لتولي قيادة الفرقة الجبلية.

### احتلال فرنسا وبلجيكا
في 10 مايو 1940 عرقل تقدم فرقة البانزر للوصول بسبب وجود جسور مدمرة وانتشار القناصة ونيران المدفعية البلجيكية ويفتقر الألمان قنابل الدخان، ولذلك عمل رومل شخصيا لعبور الجسر وأمر بحرق عدد قليل من المنازل القريبة لاستخدام نيران الدخان لإخفاء الهجوم. عبر البانزر النهر بقوارب مطاطية، ومن ثماً عبر رومل مع الفوج الثاني.

### الفيلق الأفريقي

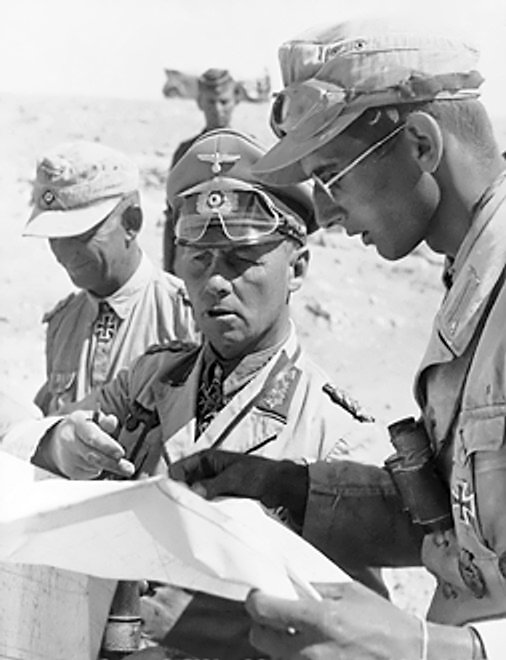
إرفين روميل، قائد القوات الألمانية في شمال أفريقيا 1942

في عام 1941، تم تكليف روميل بدعم القوات الإيطالية في شمال أفريقيا حيث حقق روميل أقوى وأعظم انتصاراته. وصلت أنباء انتصارات روميل إلى هتلر في ألمانيا فأمر بترقيته إلى رتبة «مشير».
أراد روميل سحب الجيش الألماني من شمال أفريقيا لأنهم لن يستطيعوا أن يواجهوا صيف صحراء شمال أفريقيا ولكن هتلر رفض طلب روميل بل وأمر هتلر بأن يهاجم الجيش الألماني العاصمة المصرية القاهرة وقناة السويس وبالفعل بدأ الجيش الألماني بالأتجاه نحو الإسكندرية حتى أوقفته القوات البريطانية على بعد مئتي كيلومتر من الإسكندرية.
كان روميل قد حقق بعض الانتصارات في مصر ولكن هذه الانتصارات كانت هي السبب في نقص السلاح في القوات الألمانية. خسر معركة العلمين الثانية في مصر على يد الجنرال الإنجليزي مونتغمري قائد الجيش الثامن البريطاني (فئران الصحراء) في أكتوبر 1942 ليس لعدم كفاءته أو لكفاءة خصمه بل لعدم توفر دعم جوي لديه وكذلك نقص حاد في المحروقات بينما كان خصمه يتمتع بتفوق جوي مطلق ونسبة قواته تعادل 1:3 وقد اختلقت الدعاية البريطانية أسطورة مونتغمري (مونتي) لتعزيز معنويات جنودها المهزوزة ويبقى (مونتي) القائد الحذر الذي يحجم عن استغلال الفرص مستهيناً بالسياقات التكتيكية العسكرية لصالح المحافظة على سمعته فقط.
في 3 مارس عام 1943 قاد إرفين روميل القوات الألمانية والإيطالية في معركة مدنين بالجنوب التونسي التي كانت آخر معاركه في شمال أفريقيا وهي المنطقة التي شهدت أمجاده العسكرية عندما أحدث انقلابا في الفكر العسكري بمناورات شديدة الإبداع أدت إلى تحقيق انتصارات كبيرة على القوات البريطانية وإجبارها على التراجع من مدينة طبرق في ليبيا إلى مصر حتى منطقة العلمين شمال غرب مصر.

## آخر أيام حياته
أمر هتلر بإعادته إلى ألمانيا خاصة وقد تردّدت أنباء عن انتقادات روميل لقيادة هتلر. في يوليو عام 1944 وقبل إنزال نورماندي بفترة وجيزة، تعرّضت سيارة روميل إلى هجوم جوي أثناء إحدى غارات الحلفاء لكن روميل استطاع أن يهرب مع بعض الإصابات في رأسه. تم علاج روميل في المستشفى وشفي من جراحه. ثم تولى روميل مهمة الدفاع عن الشاطئ الفرنسي ضد هجوم محتمل من قبل قوات الحلفاء. أمر رومل بألا يحصل العدو على أي من المناطق المهمة على الشاطئ وأمر بتحصينها جيداً وآمن روميل بأن الخط الثاني يجب أن يكون في وضع مساندة القوات التي تدافع عن الشاطئ. أكد روميل حينها بأن اليوم الأول من المعركة هو الذي سيحدد نتيجة المعركة بأكملها إن لم يهزم العدو وينسحب إلى الشاطئ، لكن لم تأخذ القيادة العسكرية بكلامه على محمل الجد.

## وفاته

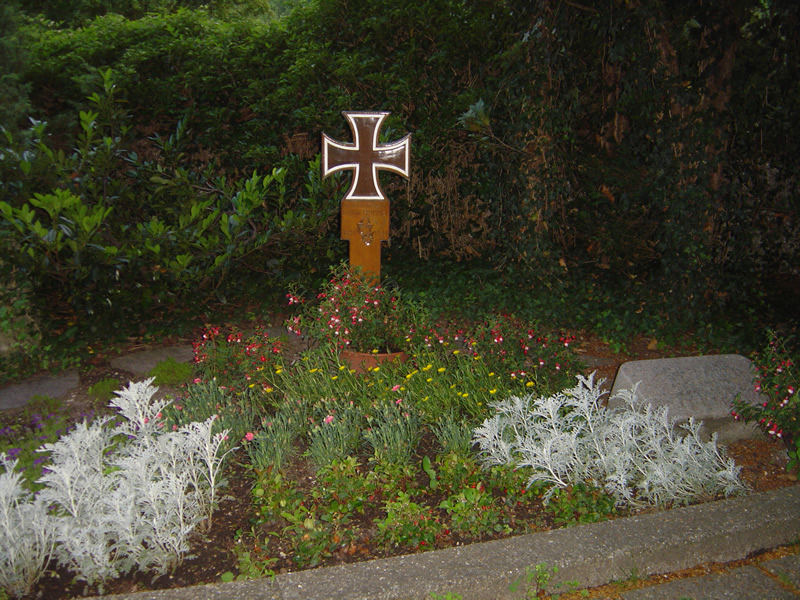
قبر رومل في مقبرة هيرلينغن بألمانيا

بعد عودته إلى ألمانيا ألقي القبض عليه بتهمة التآمر على حياة هتلر بعد أن ثبت ضلوعه في محاولة اغتياله في مقر قيادته في بروسيا الشرقية في 20 يوليو 1944 حيث خيّره الزعيم النازي بين تناول السم والموت منتحرا أو يقدم إلى محكمة الشعب بتهمة الخيانة. فاختار الأولى وانتحر ليحتفظ بشرفه العسكري في الرابع عشر من أكتوبر عام 1944 بابتلاع حبة سيانيد سامة وتم الإعلان عن وفاته متأثرا بجراحه وكان قد أخبر زوجته وابنه بهذا الأمر. دُفن  ضمن مراسم عسكرية في غاية الأهمية محتفظا بجميع رتبه وأوسمته ضمن أعلى المراتب من الشرف العسكري.
اعتقد الكثير من الناس في حينه أنه قضى نحبه بجلطة قلبية أو شيئا من هذا القبيل، ولم يعرف السبب إلا بعد هزيمة ألمانيا وموت هتلر.

## معرض الصور

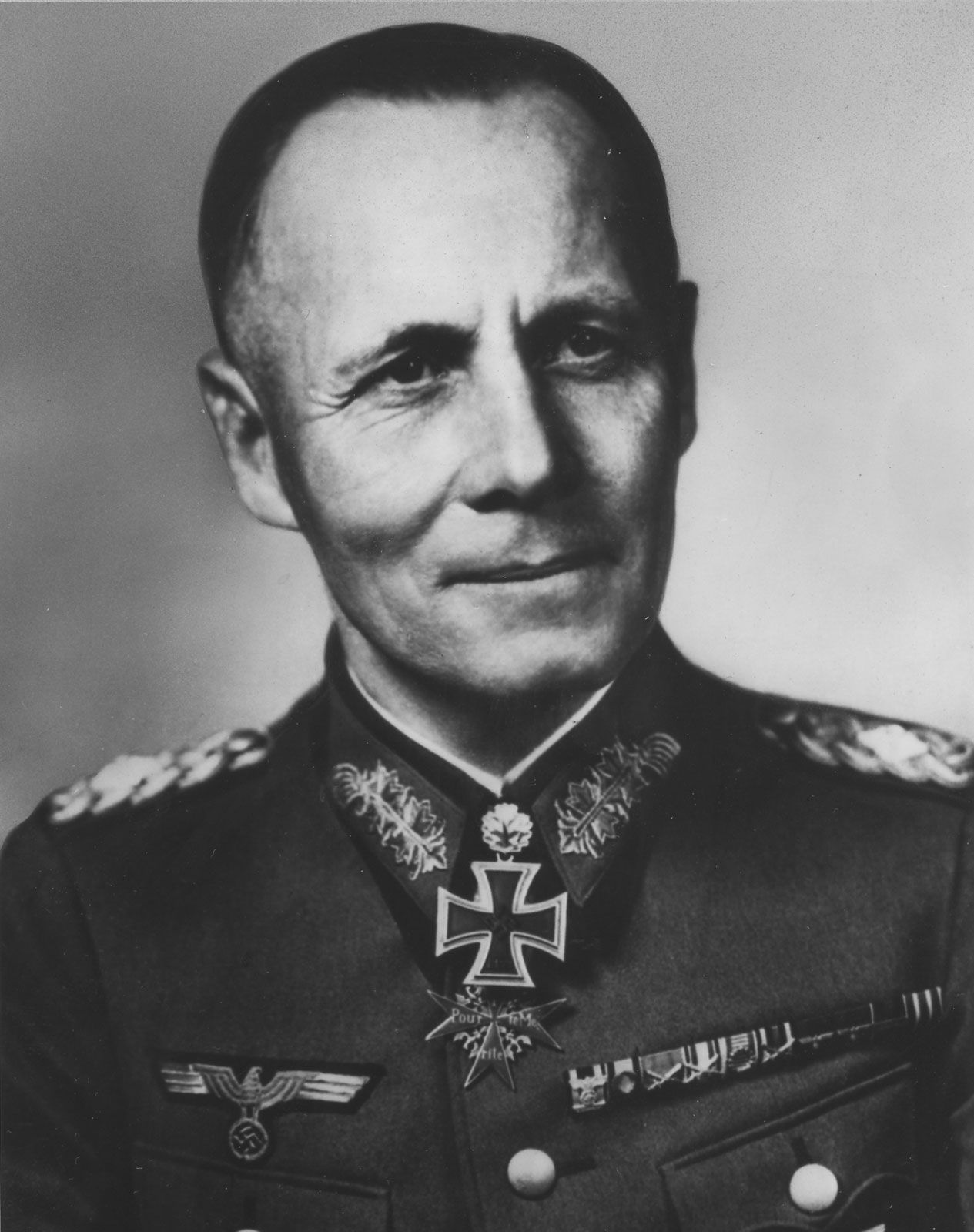
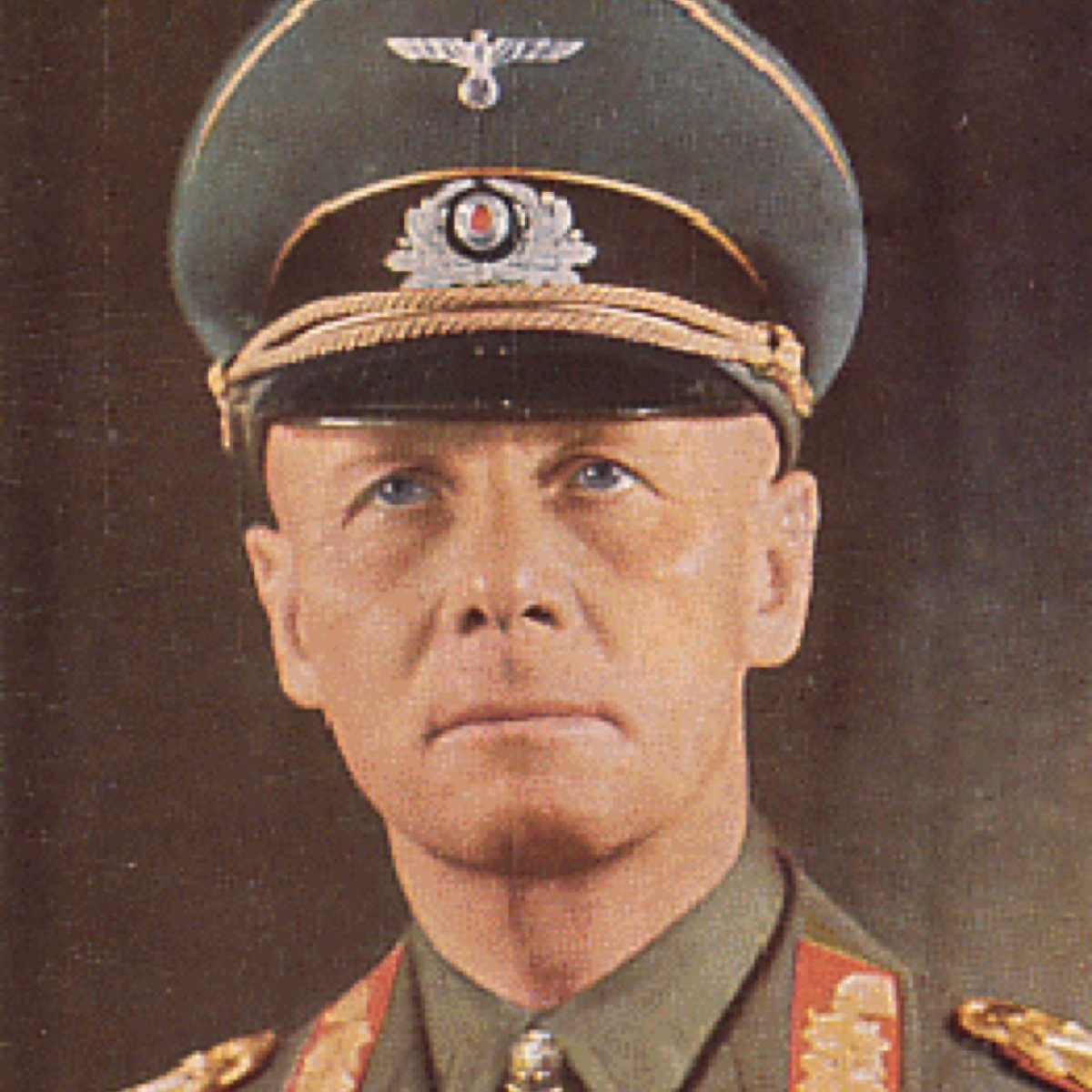
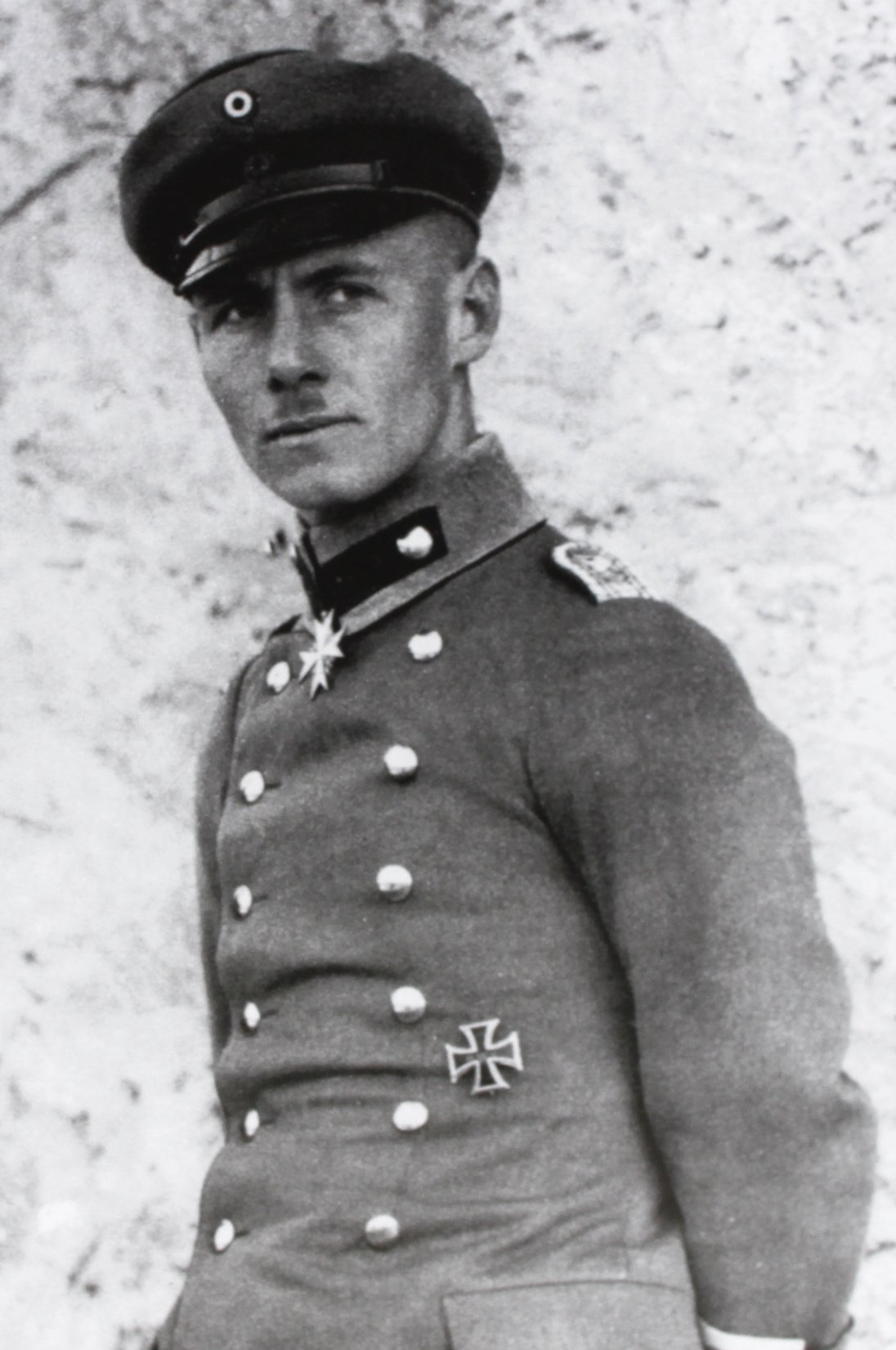
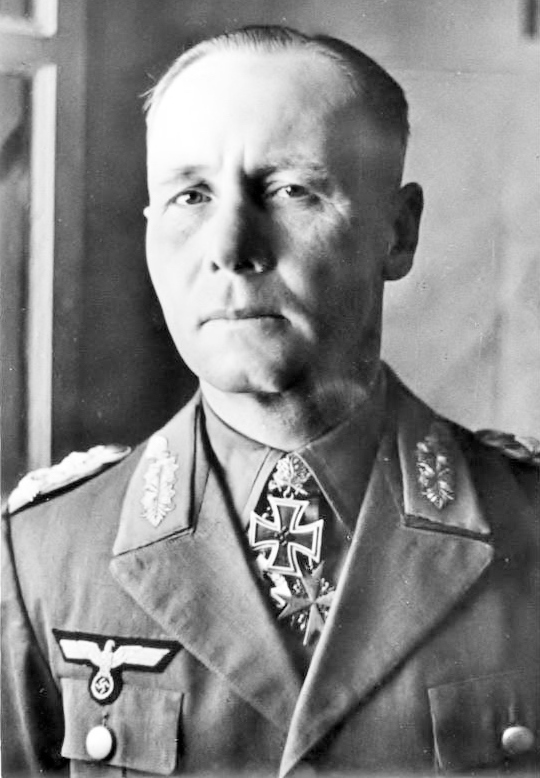
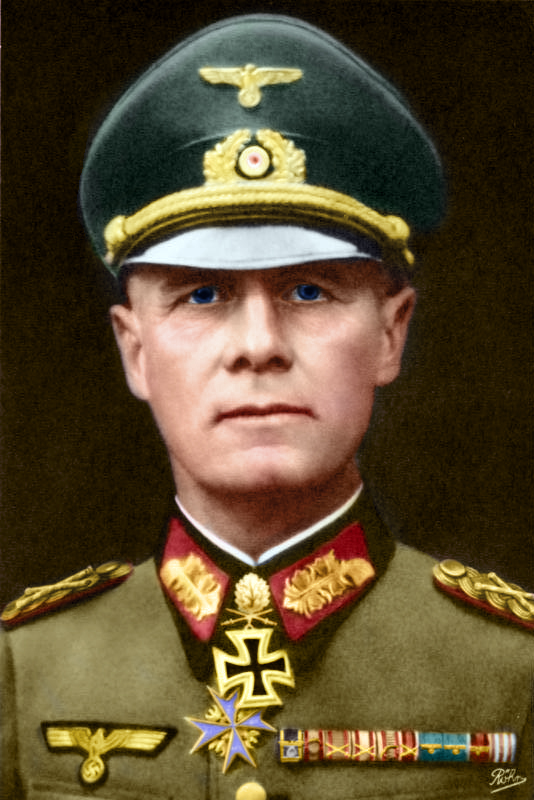
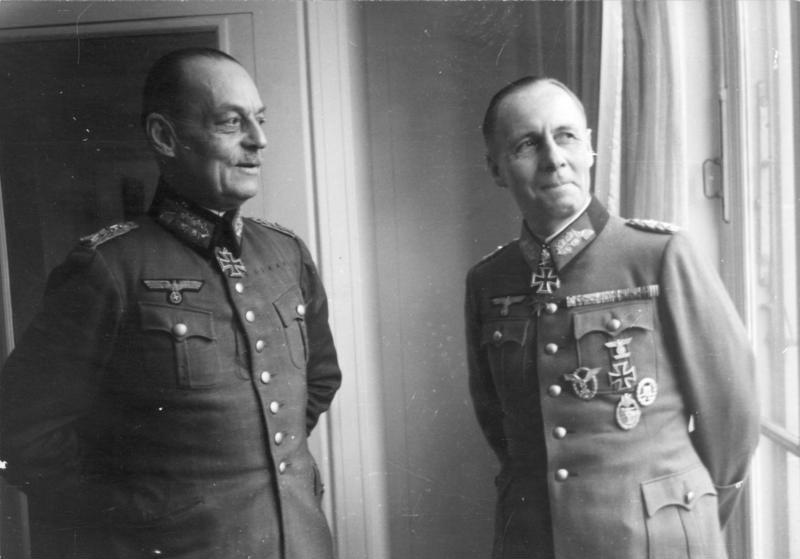
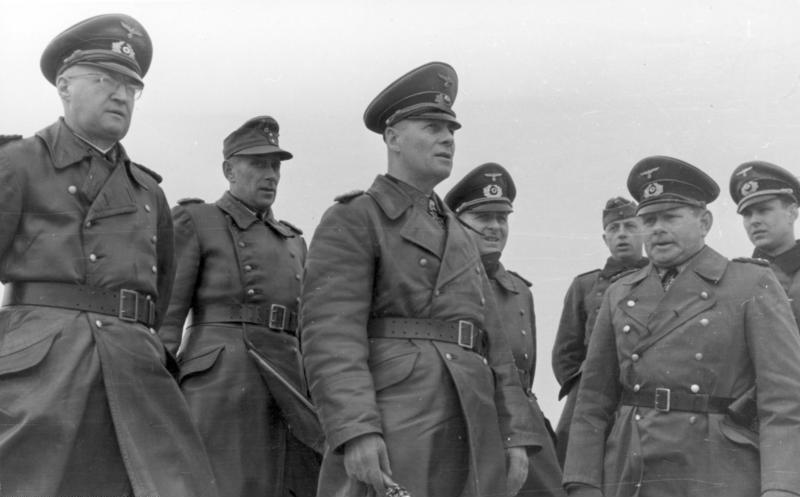
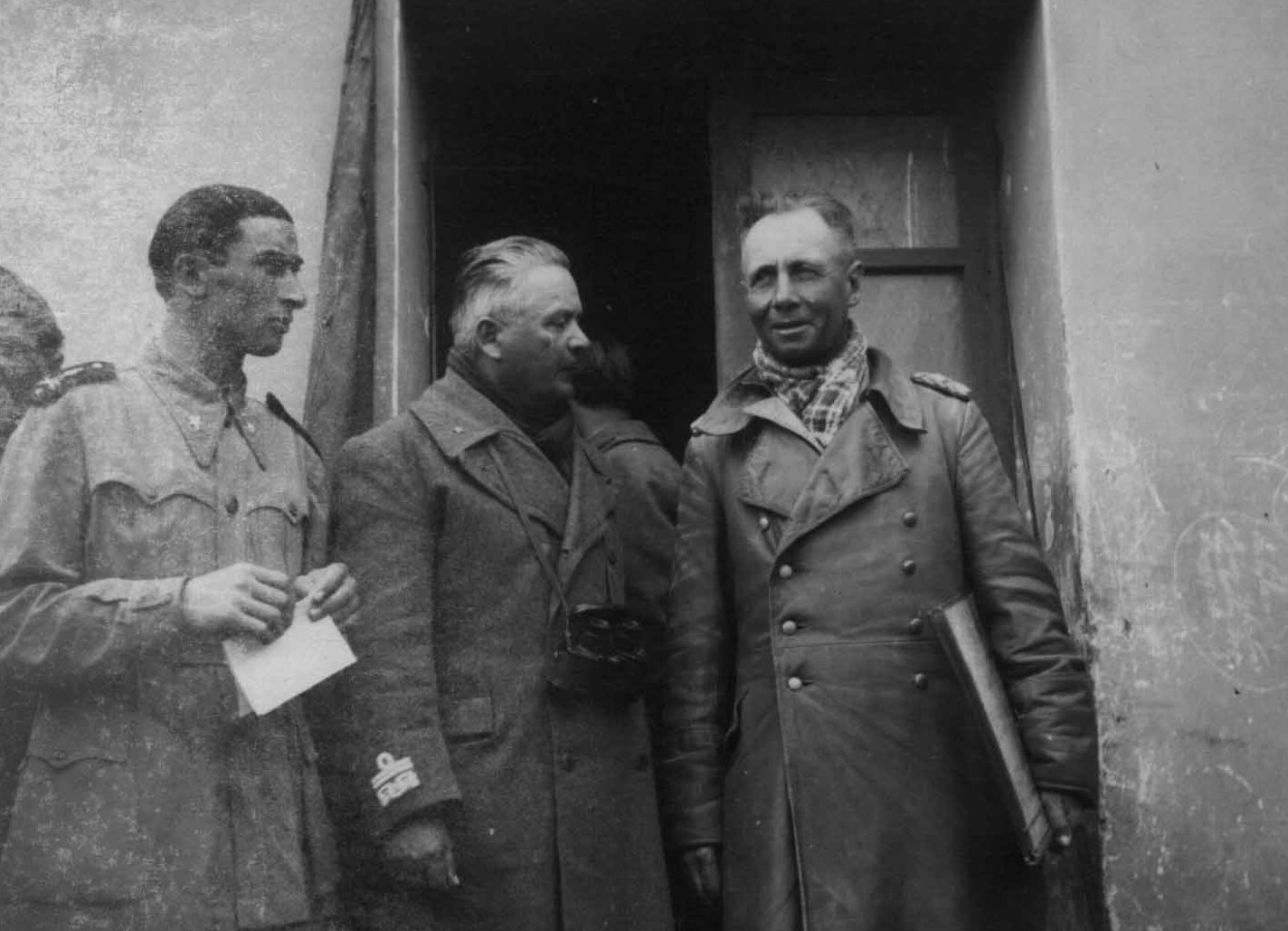